# (100438) 1996 PC3
(100438) 1996 PC3 es un asteroide perteneciente a asteroides que cruzan la órbita de Marte, descubierto el 14 de agosto de 1996 por el equipo del Near Earth Asteroid Tracking desde el Observatorio de Haleakala, Hawái, Estados Unidos.

## Designación y nombre
Designado provisionalmente como 1996 PC3.

## Características orbitales
1996 PC3 está situado a una distancia media del Sol de 2,592 ua, pudiendo alejarse hasta 3,538 ua y acercarse hasta 1,646 ua. Su excentricidad es 0,364 y la inclinación orbital 25,94 grados. Emplea 1524 días en completar una órbita alrededor del Sol.

## Características físicas
La magnitud absoluta de 1996 PC3 es 15,1. Tiene 5,726 km de diámetro y su albedo se estima en 0,048.